# Oumba (Russie)
Pour le cours d'eau, voir Oumba.
Oumba (en russe : Умба) est une commune urbaine de l'oblast de Mourmansk, en Russie, et le centre administratif du raïon de Ter (nommé ainsi d'après les Samis de Ter). Sa population s'élevait à 4 503 habitants en 2019.

## Géographie
Oumba est située dans la péninsule de Kola, à l'embouchure du fleuve Oumba sur le golfe de Kandalakcha, dans la mer Blanche.
Elle se trouve à 259 km au sud de Mourmansk et à 1 231 km au nord de Moscou.

## Histoire
Le village d'Oumba est le plus ancien de la péninsule, puisque les premières sources écrites le mentionnant remontent à 1466. Peuplé par des Pomors, il appartenait au monastère Solovetski. Le village fait d'isbas de bois se trouve sur la rive droite, tandis que le village moderne construit à partir des années 1960, avec de petits immeubles de quatre étages se trouve sur la rive gauche à quelques centaines de mètres au-delà du pont de l'ancien village d'isbas.

## Population
Recensements (*) ou estimations de la population
| 1939* | 1959* | 1970* | 1979* | 1989* |
| ----- | ----- | ----- | ----- | ----- |
| 5 196 | 8 950 | 7 268 | 7 699 | 8 309 |

| 2002* | 2006  | 2010* | 2013  | 2014  |
| ----- | ----- | ----- | ----- | ----- |
| 6 497 | 5 893 | 5 396 | 5 170 | 5 003 |

| 2015  | 2016  | 2017  | 2018  | 2019  |
| ----- | ----- | ----- | ----- | ----- |
| 4 908 | 4 772 | 4 568 | 4 578 | 4 503 |

## Tourisme
- Labyrinthe de pierres (dit « Babylone », «вавилон»), monument archéologique du cap de la Croix de Sainte-Anne (Аннин крест) au bord de la mer Blanche, à 13 km à l'ouest d'Oumba. Il servait à l'orientation des pêcheurs et a été élaboré au XVIe siècle av. J.-C.
- Musée d'histoire, de la culture et de la vie quotidienne des Pomors, fondé en 1991, comme filiale du musée régional de Mourmansk, qui regroupe des collections d'objets de la vie quotidienne des Pomors: barques et instruments de pêche et de chasse, artisanat local, broderies et vêtements traditionnels, etc.
- Pétroglyphes de Kanozero
- Centre d'artisanat des Pomors
- Péninsule de Touria — monument naturel — lieu concentrant des espèces végétales rares
- Pêche au saumon.

## Culte
- Cathédrale de Tous-les-Saints-de-Kola, dépendant de l'éparchie de Severomorsk.